# Deleni (gmina Ideciu de Jos)
Deleni – wieś w Rumunii, w okręgu Marusza, w gminie Ideciu de Jos. W 2011 roku liczyła 276 mieszkańców.